# Deinopa gyas
Deinopa gyas là một loài bướm đêm trong họ Erebidae.